# كيث جونسون
كيث جونسون (بالإنجليزية: Keith Johnson) (2 يوليو 1980 - ) هو لاعب كرة قدم أمريكي في مركز حراسة المرمى.